# Гаджиев, Руслан Гаджиевич
Русла́н Гаджи́евич Гаджи́ев род. 29 августа 1978, Дербент, Дагестанская АССР) — российский общественный и политический деятель. Депутат Государственной думы Федерального собрания Российской Федерации VIII созыва. Член комитета Государственной Думы по безопасности и противодействию коррупции. Из-за вторжения России на Украину, находится под международными санкциями Евросоюза, США, Великобритании и ряда других стран.

## Биография
Родился 29 августа 1978 года в городе Дербент
В 1999 году окончил специализированный институт юриспруденции МГУ им. М. В. Ломоносова
В 2000 году окончил Российский государственный университет нефти и газа имени И. М. Губкина
В 2012 году окончил Российскую академию народного хозяйства и государственной службы при Президенте Российской Федерации
До сентября 2021 года заместитель генерального директора Фонда инвестиционного развития территорий.
19 сентября 2021 года избран депутатом Государственной Думы VIII созыва от партии Единая Россия..
В 2021 году проголосовал за закон о ликвидации поста президента Татарстана.